# Modulație în frecvență

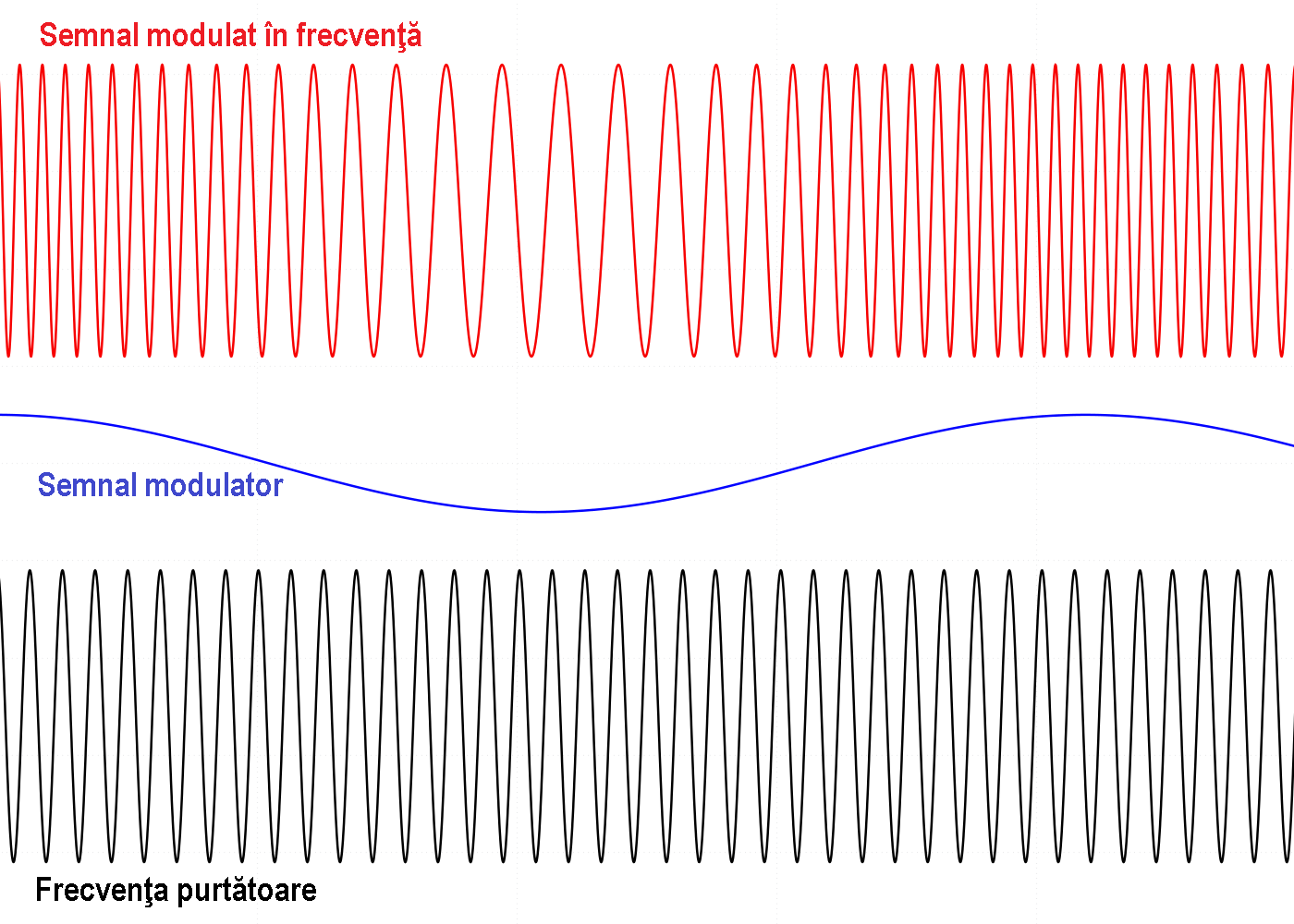
Modulația în frecvență (MF). Cu negru este frecvența purtătoare, cu albastru semnalul modulator și cu roșu semnalul obținut prin modularea în frecvență.

Modulație în frecvență (MF) este un sistem de transmisie radio în care unda purtătoare este modulată astfel încât frecvența sa variază în funcție de semnalul audio transmis. În modulația în frecvență (MF), spre deosebire de modulația de amplitudine (MA), amplitudinea undei purtătoare este menținută constantă, dar frecvența ei este modificată în conformitate cu variațiile semnalului audio transmis. Primul sistem viabil de comunicare radio prin modulația în frecvență a fost descris de inventatorul american Edwin Howard Armstrong în 1936. 
Modulația în frecvență (MF) are mai multe avantaje față de modulația de amplitudine (MA), utilizată ca formă alternativă de radiodifuziune. 
- Cel mai important dintre aceste avantaje este că un sistem MF are o mai mare protecție față de perturbațiile electromagnetice și electricitatea statică. Diverse perturbații electrice, ca de exemplu cele cauzate de furtunile cu trăsnete, motoarele de curent continuu sau de curent alternativ prevăzute cu perii colectoare și sistemele de aprindere auto, pot creea perturbații, care sunt recepționate sub forma unor  zgomote (radioparaziți), de către radioreceptoare.  Comparativ cu receptoarele prevăzute cu un sistem de modulație de amplitudine (MA), un receptor care este dotat cu un sistem de demodulare în frecvență (MF), nu este așa de sensibil la astfel de perturbații, mai ales atunci când recepționează un semnal MF suficient de puternic.
- De asemenea, raportul semnal/zgomot într-un sistem MF este mult mai mare decât cel al unui sistem MA.
- Posturilor de radio MF comerciale le sunt alocate conform normei CCIR  o serie de frecvențe cuprinse între 88 și 108 MHz. Numărul de frecvențe libere pentru transmisie în aceste benzi de frecvențe este limitat datorită faptului că unui canal i se alocă o banda de 200KHz, cu o deviație maximă totală de 150KHz  (±75KHz), astfel încât stațiile care funcționează cu aceeași frecvență trebuie sa fie amplasate la câteva sute de kilometri una  față de alta, pentru a evita apriția de interferențe reciproce.
- Din cauza faptului că propagarea semnalelor în benzile de unde lungi, medii și scurte, se face pe o distanță mai mare, deci aglomerarea cu stații de emisie a dus la apariția frecventă de interferențe, mai ales seara, când distanța de propagare în aceste benzi crește, iar calitatea transmisiei la MA este mai redusă comparativ cu transmisiile MF, tendințe este de scăderea a transmisiilor de tip MA, în defavoarea transmisiilor de tip MF.Un radiosemnal poate fi purtat de undele de radio modulat în amplitudine (MA) sau în frecvență (MF).

Un radiosemnal poate fi purtat de undele de radio modulat în amplitudine (MA) sau în frecvență (MF).

- Stațiile MF au alocate o bandă de fecvențe mai mare  decât cele MA, și permit transmiterea sunetelor stereo, a semnalelor audio pentru programele de televiziune și a apelurilor telefonice interurbane de lungă distanță prin radiorelee. Stațiile de radiodifuziune MF pot fi utilizate pentru a transmite o muzică care reproduce performanțele originale cu un mare grad de fidelitate, care nu poate fi atins pe benzile MA. Radiodifuziunea stereofonică MF a captivat un număr mai mare de ascultători a muzicii populare și clasice, astfel încât posturile de radio MF comerciale au atras o audiență mai mare decât posturile MA.

Aceste caracteristici, împreună cu costul relativ scăzut al echipamentelor pentru stațiile de radiodifuziune MF, au dus la o creștere rapidă a lor în anii de după al doilea război mondial. În decurs de trei ani de la sfârșitul războiului, 600 de posturi de radio MF licențiate difuzau în Statele Unite și până la sfârșitul anilor 80 existau peste 4000. Tendințe similare au avut loc în Marea Britanie și în alte țări.

## Vezi și
- Modulație de amplitudine
- Unde medii
- Undă lungă
- Undă scurtă